# Écorcei
Écorcei – miejscowość i gmina we Francji, w regionie Normandia, w departamencie Orne.
Według danych na rok 1990 gminę zamieszkiwały 253 osoby, a gęstość zaludnienia wynosiła 27 osób/km² (wśród 1815 gmin Dolnej Normandii Écorcei plasuje się na 638. miejscu pod względem liczby ludności, natomiast pod względem powierzchni na miejscu 551.).